# 1988년 벤쿠버 국제 영화제
제7회 벤쿠버 국제 영화제의 시상식에 관한 내용이다.

## 수상 및 후보

### 캐나다영화인기상
- 어느 유태인 소년의 꿈 - 알란 A. 골드스타인 수상

### 국제영화인기상
- 젊은 연인들 - 마이클 호프만 수상